# Wolfeboro
Wolfeboro è un comune degli Stati Uniti d'America facente parte della contea di Carroll nello stato del New Hampshire.

## Storia
Il permesso di costruire la città venne dato a quattro ragazzi di Portsmouth dal governatore coloniale Benning Wentworth nel 1759, e venne chiamata così in onore del generale James Wolfe. 
Così venne fondata nel 1768 e costruita nel 1770.